# سرویس دسترسی از راه دور
سرویس دسترسی از راه دور ( RAS ) یعنی استفاده از سخت‌افزار و نرم‌افزار برای فعال کردن  دسترسی از راه دور به اطلاعات یا ابزارهایی که معمولاً در شبکه‌ای از دستگاه‌های IT قرار دارند.
ک سرویس دسترسی از راه دور، یک رایانه میهمان را به یک رایانه میزبان متصل می کند که به آن، سرور دسترسی از راه دور نیز گفته می شود. رایج ترین روش برای این مثال از سرویس دسترسی از راه دور، کنترل از راه دور یک رایانه، با استفاده از دستگاه دیگری است که با استفاده از اینترنت یا هر نوع اتصال شبکه دیگری انجام میشود.
در اینجا مراحل اتصال بصورت قدم به قدم ذکر شده است:
1. کاربر رایانه شخصی که در اداره خود قرار دارد را فراخوانی میکند.
2. سپس کامپیوتر اداری به یک سرور فایل وارد می شود که در آن اطلاعات مورد نیاز ذخیره می شود.
3. رایانه از راه دور کنترل مانیتور و صفحه کلید رایانه اداری را در اختیار می گیرد و به کاربر راه دور امکان مشاهده و دستکاری اطلاعات، اجرای دستورها و تبادل فایل ها را می دهد.

سیاری از تولیدکنندگان کامپیوتر و بخش‌های پشتیبانی فنی کسب و کارهای بزرگ به طور گسترده از این سرویس برای حل مشکلات فنی مشتریان خود استفاده می‌کنند. همچنین شما می‌توانید برنامه‌های مختلف حرفه‌ای اول شخص، سوم شخص، منبع باز و نرم‌افزار رایگان دسکتاپ از راه دور را پیدا کنید. به همین ترتیب، شما می‌توانید برنامه‌های مختلف دسکتاپ از راه دور حرفه‌ای اول شخص، سوم شخص، متن باز و نرم‌افزارهای رایگان را بیابید که برخی از آن‌ها در نسخه‌های مختلف ویندوز، مک، یونیکس و لینوکس به صورت کراس پلتفرم عمل می‌کنند. برنامه های دسکتاپ از راه دور همچنین ممکن است شامل LogMeIn یا TeamViewer باشند.
برای استفاده از سرویس دسترسی از راه دور از یک گره راه دور، به یک برنامه میهمان RAS یا هر نرم افزار میهمان قرارداد نقطه به نقطه نیاز است. بیشتر برنامه های کنترل از راه دور با RAS سازگاری دارند. PPP مجموعه‌ای از پروتکل‌های استاندارد صنعتی برای قاب‌بندی و احراز هویت است که دسترسی از راه دور را ممکن می‌سازد.
سرور دسترسی از راه دور مایکروسافت (RAS) نسخه ای سابق از مسیریابی و دسترسی از راه دور مایکروسافت (RRAS) است. RRAS یک ویژگی مایکروسافت ویندوز سرور است که به کاربران مایکروسافت ویندوز این امکان را میدهد تا از راه دور به شبکه مایکروسافت ویندوز دسترسی داشته باشند.

## تاریخچه
این اصطلاح در ابتدا توسط مایکروسافت هنگام اشاره به ابزارهای دسترسی از راه دور ویندوز NT مطرح شده است. سرویس دسترسی از راه دور، سرویسی است که توسط ویندوز NT ارائه می‌شود که به بیشتر سرویس‌هایی که در شبکه موجود هستند می‌تواند به وسیله پیوند مودم به آن‌ها دسترسی پیدا شود. این سرویس شامل دایل-آپ و ثبت ورود است و پیاده سازی مشابهی با با درایورهای استاندارد شبکه ارائه می دهد (البته کمی کندتر). RAS با چند پروتکل اصلی شبکه که شامل TCP/IP ، IPX و NBFاست، کار می کند. اجرای ویندوز NT روی کلاینت ضروری نیست — چراکه نسخه های کلاینت برای سایر سیستم عامل های ویندوز نیز وجود دارد. RAS به کاربران این امکان را میدهد تا با استفاده از مودم، اتصال X.25 یا پیوند WAN وارد یک شبکه LAN مبتنی بر NT شوند.
از اواسط دهه 1990، چندین تولیدکننده مانند US Robotics "سرورهای ترمینال مودم" را تولید کردند. به جای داشتن دروازه (پورت)های RS-232 ، این دروازه ها به طور مستقیم از یک مودم آنالوگ استفاده می کنند. این دستگاه‌ها معمولاً توسط ارائه‌دهندگان خدمات اینترنتی استفاده می‌شد تا امکان دایل-آپ مصرف‌کننده را فراهم کند. اما در پیاده سازی های جدید، به جای داشتن پورت های مودم آنالوگ به یک ISDN PRI متصل می شوند.
خدمات دسترسی از راه دور امروزه معمولاً برای استفاده فنی آنلاین برای رایانه های شخصی ارائه میشود. اولین نمونه استفاده از این برنامه ها، در سال 1987 در انگلستان بود که توسط شرکتی به نام Jade Technologies ارائه شد. این برنامه از برنامه ای مبتنی بر MS-DOS به نام PC Anywhere برای ایجاد ارتباط مستقیم به MS-DOS و اولین نسخه های رایانه های شخصی با سیستم عامل ویندوز استفاده می کرد. این شرکت از سال 1985 پشتیبانی سرویس دسترسی از راه دور را برای سیستم‌های شرکتی دارای سیستم عامل یونیکس ارائه می‌کرد.
1. ↑  "Remote Access Service (RAS)". msdn.microsoft.com. Retrieved 2015-10-17.
2. ↑  Shafei, Shery (December 7, 2017). "What is "Remote Access"?". www.Colmanit com.au. Archived from the original on 21 April 2019.
3. ↑   {{cite book}}: Empty citation (help)